# Лента таламуса
Лента таламуса — узкая полоска белого вещества (миелинизированных нервных волокон, представляющих собой аксоны отдельных нейронов), покрывающая собой переднюю (фронтальную) и верхнюю поверхности таламуса, и отграничивающая эти поверхности от его медиальной поверхности. Эпителиальная выстилка верхней боковой стенки третьего желудочка головного мозга находится как раз между сосудистым сплетением и лентой таламуса.